# Omicron conclamatum
Omicron conclamatum är en stekelart som beskrevs av Giordani Soika 1978. Omicron conclamatum ingår i släktet Omicron och familjen Eumenidae. Inga underarter finns listade i Catalogue of Life.